# Karamossen
Karamossen är ett naturreservat i Laxå kommun i Örebro län.
Området är naturskyddat sedan 2017 och är 514 hektar stort. Reservatet omfattar mossen med detta namn som sträcker sig västerut från Västra Laxsjön. På mossen växer tall och i kanten av mossen växer tall och gran. 